# Burgenstraße

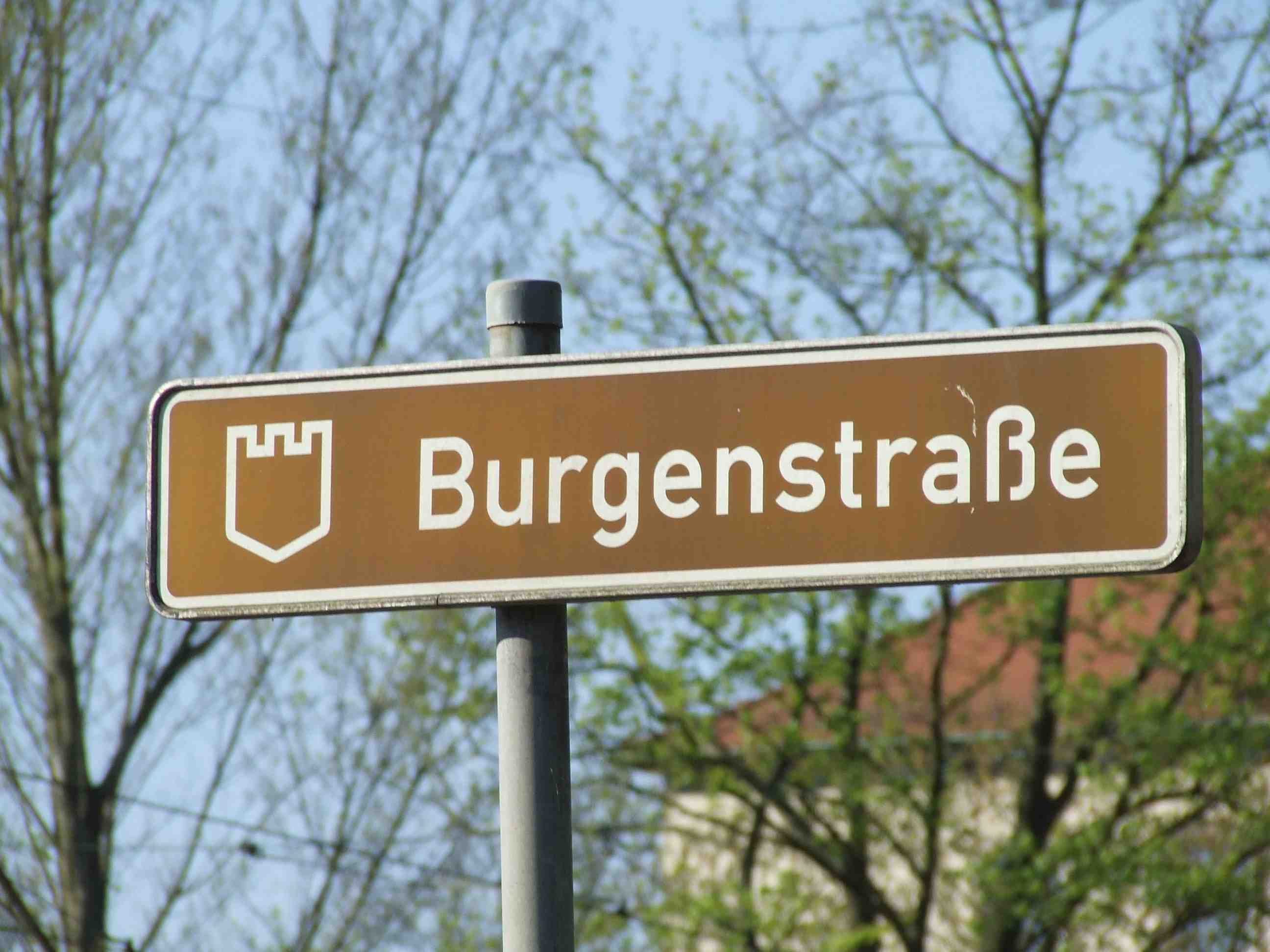
Hinweisschild (2007)

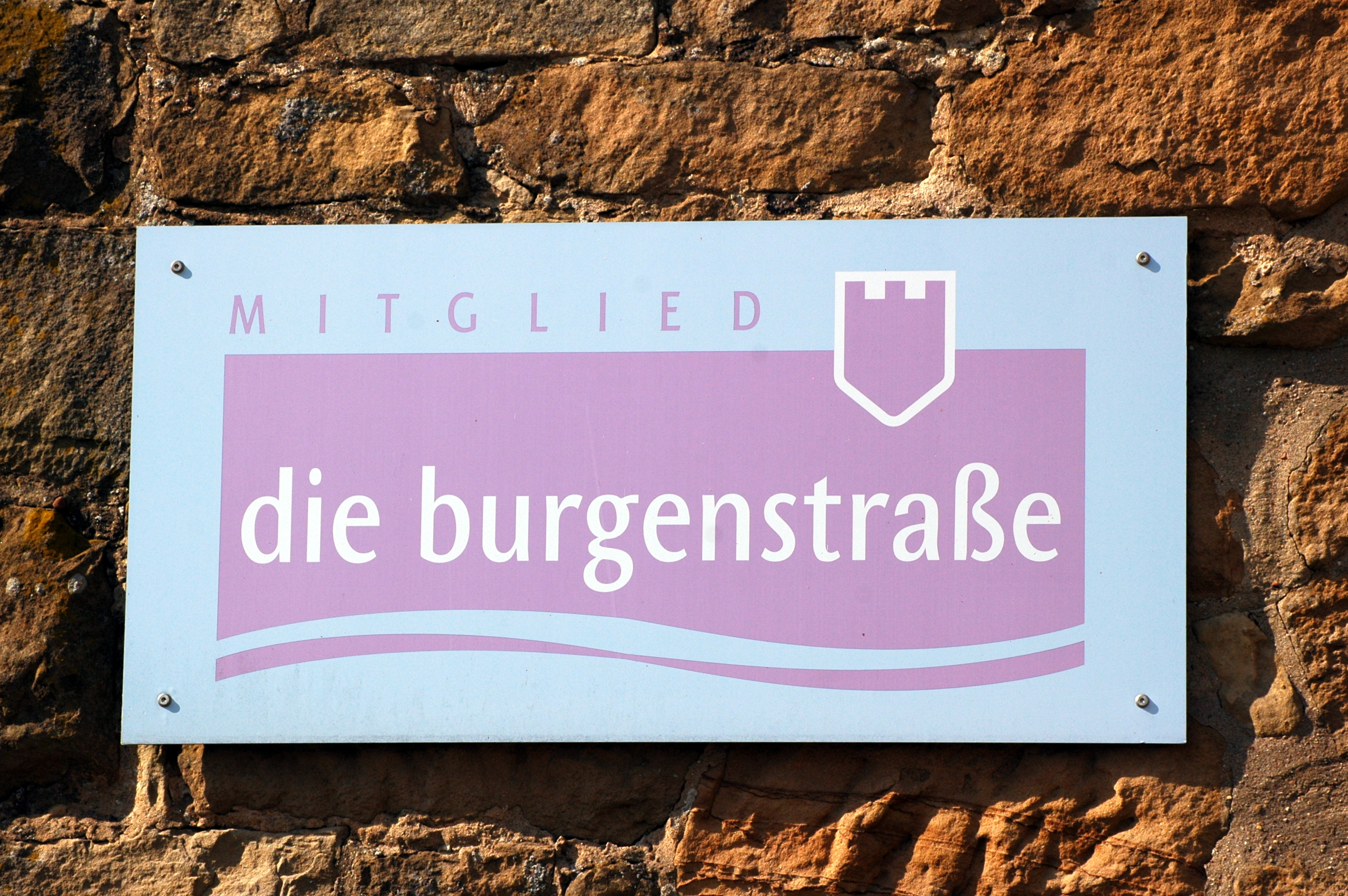
Tafel in Sinsheim (Burg Steinsberg)

Die Burgenstraße zählt zu den Ferienstraßen Deutschlands.

Logo der Burgenstraße

## Geschichte
1954 als Arbeitsgemeinschaft für die Strecke von Mannheim über Heilbronn bis Nürnberg gegründet, wurde sie im Jahre 2000 in einen Verein umgewandelt, dessen Mitglieder Orte an der Route sind.
1994 gelang es durch die Grenzöffnungen nach Osten, die Burgenstraße bis nach Prag auszuweiten. Die Zusammenarbeit wurde Ende 2017 eingestellt. Seit dem 1. Januar 2018 führt die Burgenstraße von Mannheim bis nach Bayreuth und hat eine Gesamtlänge von rund 770 Kilometern.
Entlang der Gesamtroute befinden sich Hotels und Unterkünfte, die von der Burgenstraße als Premium-Partner Hotels gekennzeichnet werden.

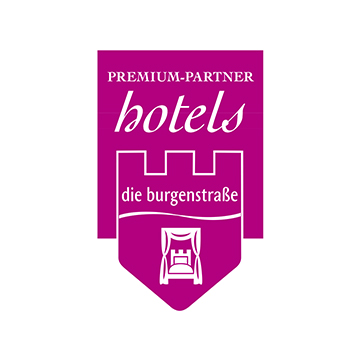
Logo Burgenstraße Premium Hotels

## Streckenverlauf
Die Burgenstraße beginnt am Barockschloss Mannheim. Sie führt über Schwetzingen nach Heidelberg und von dort durch das Neckartal, das Hohenloher Land, die Frankenhöhe, die Fränkische Schweiz, die Haßberge, das Heldburger Land und den Frankenwald nach Bayreuth.

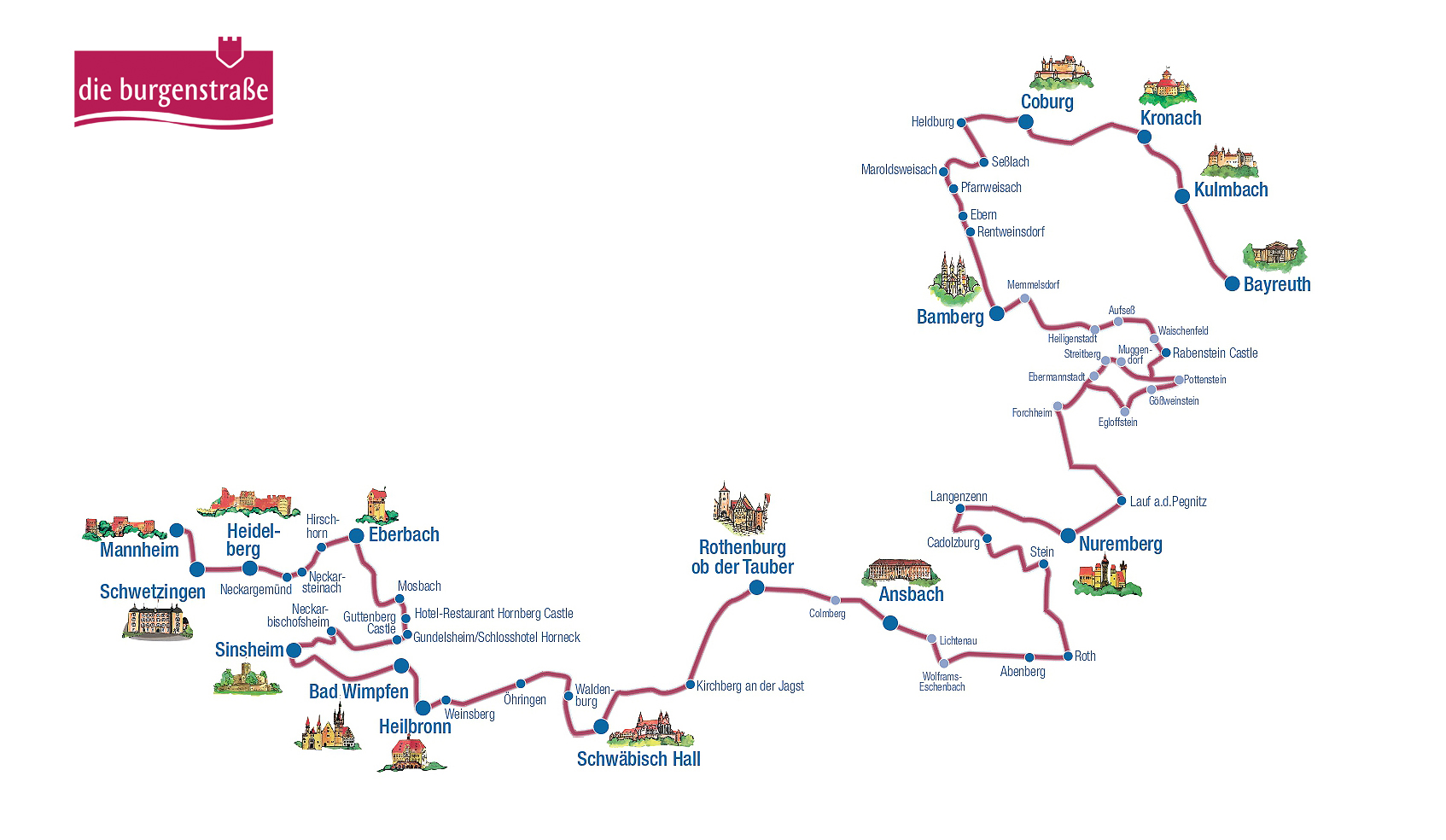

## Radweg
Neben der Autoroute gibt es auch einen Fernradwanderweg, den „Burgenstraßen-Radweg“. Dieser verläuft überwiegend auf Nebenstraßen und nutzt teilweise bereits bestehende regionale Radwege.  Es gibt einige größere Steigungen (z. B. im Gebiet von Kocher und Jagst und der Fränkischen Schweiz) – aus diesen Gründen ist die Burgenstraße über die gesamte Länge nicht familienfreundlich und auf einigen Abschnitten für ungeübte Radler nicht unbedingt empfehlenswert.

## Liste der Orte

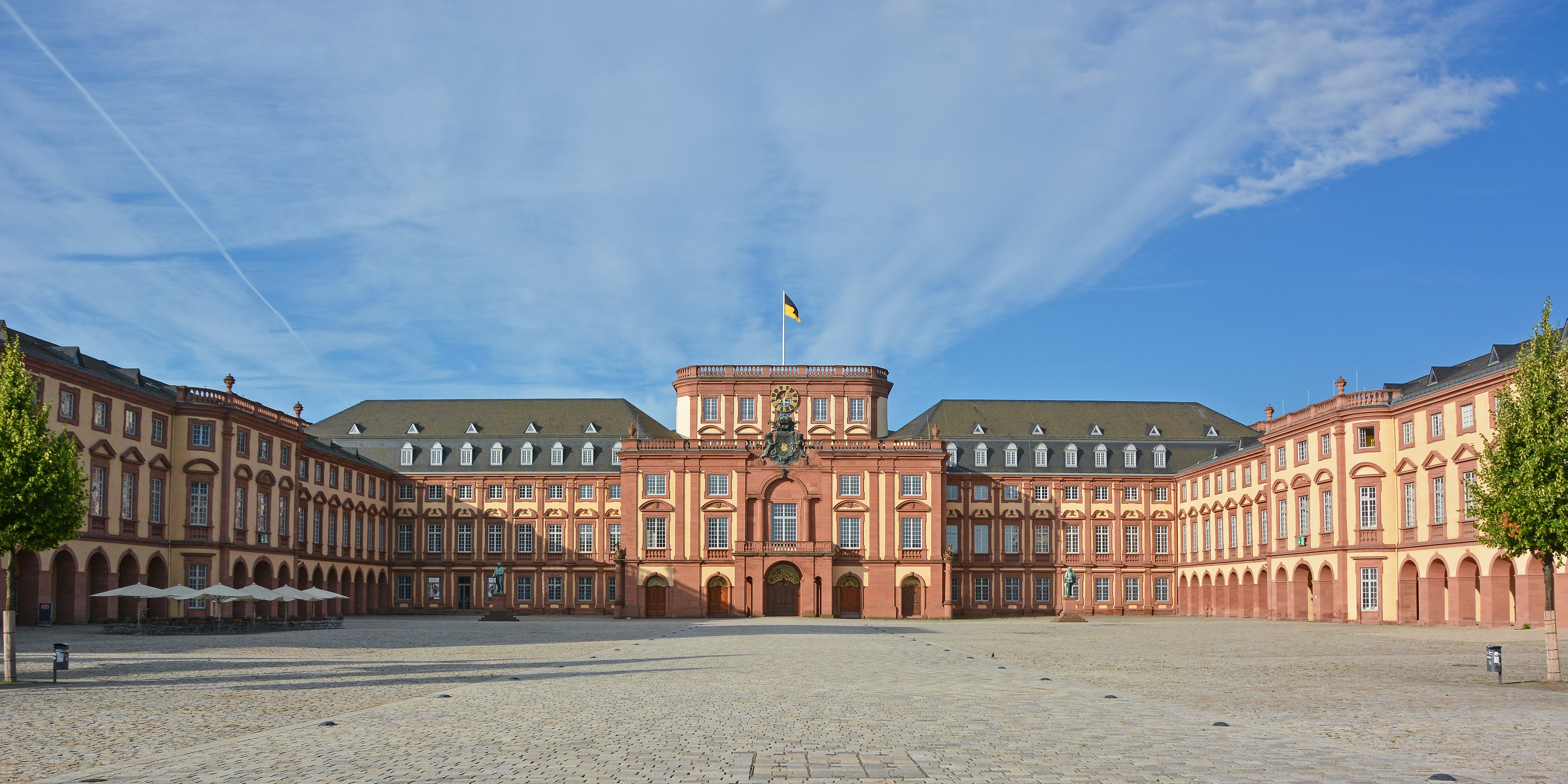
Mannheim

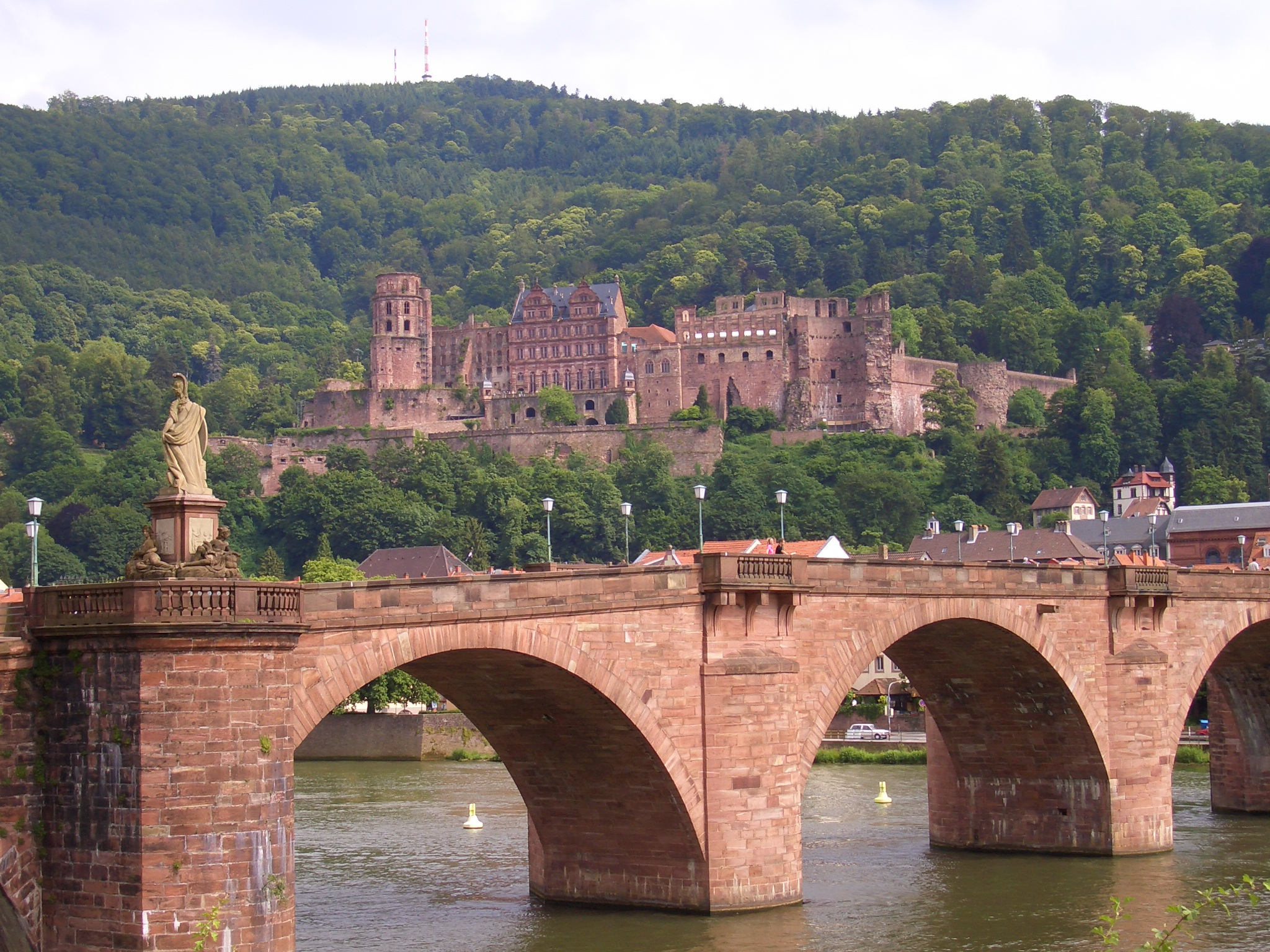
Heidelberg

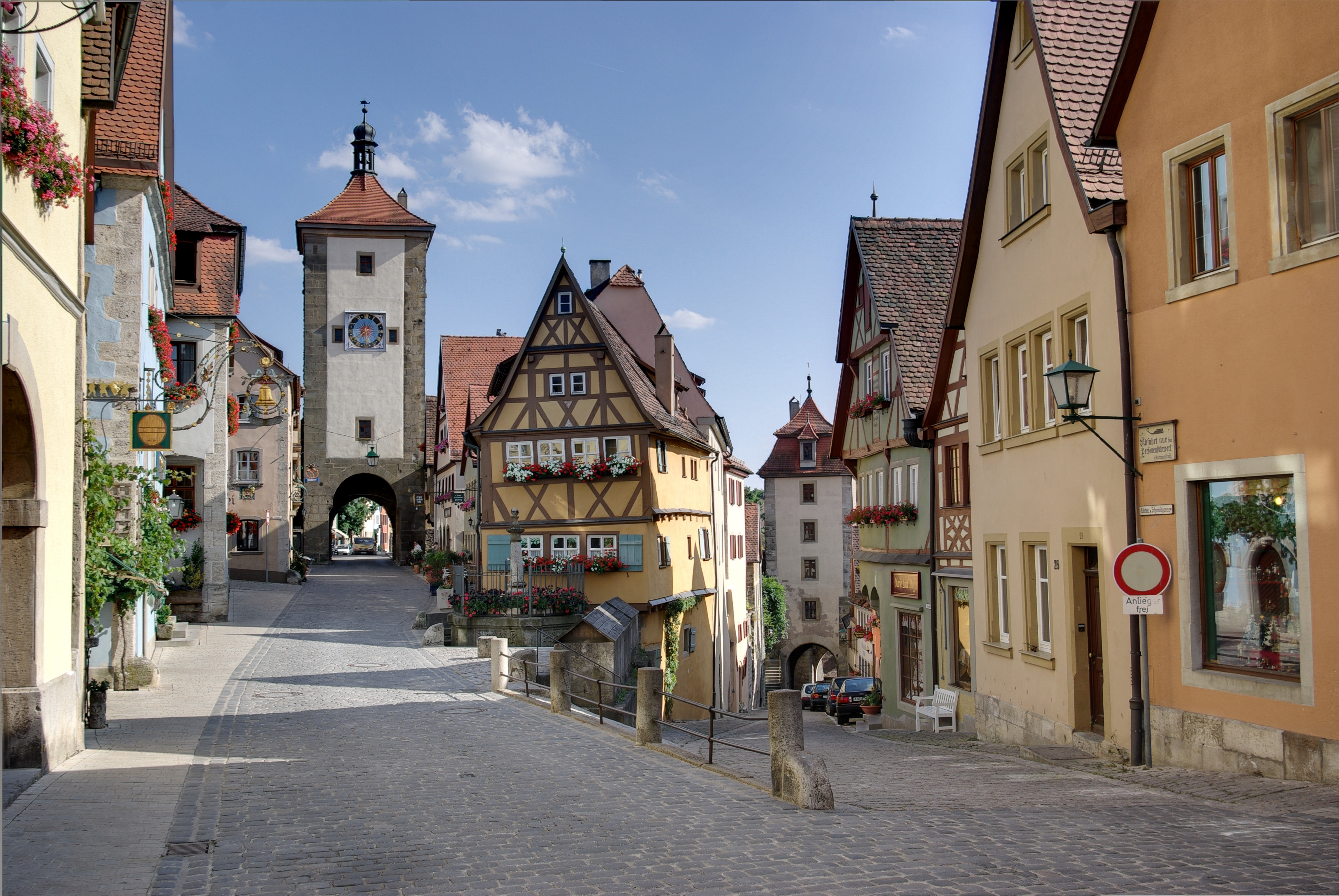
Rothenburg

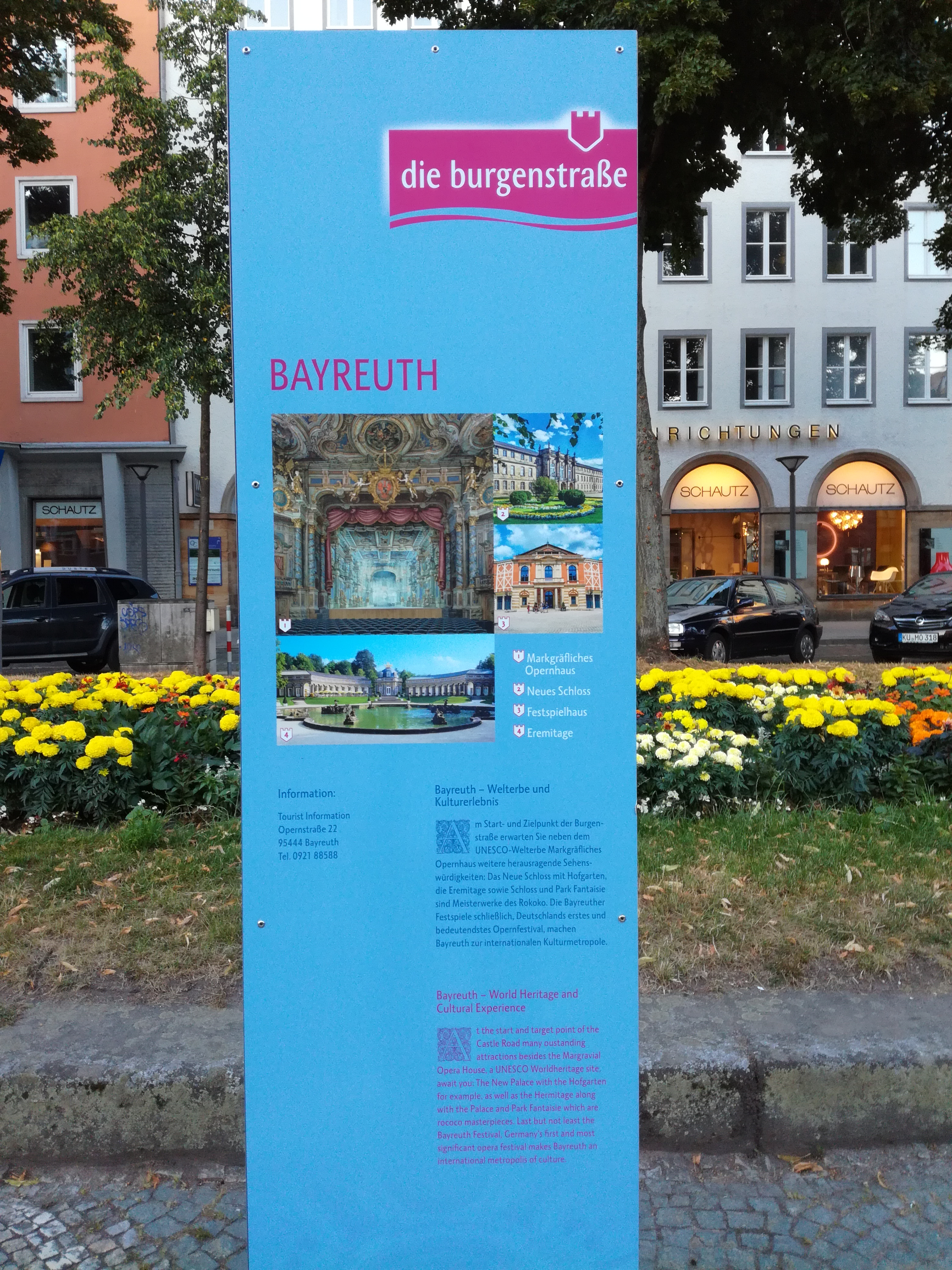
Stele in Bayreuth

Die Burgenstraße führt von West nach Ost zu folgenden Orten und Sehenswürdigkeiten:
Baden-Württemberg
- Mannheim – Barockschloss  Mannheim
- Schwetzingen – Schloss und Schlossgarten Schwetzingen
- Heidelberg – Schloss Heidelberg, Altstadt
- Neckargemünd – Bergfeste Dilsberg

Hessen
- Neckarsteinach – Burg Schadeck, Hinterburg, Mittelburg und Vorderburg
- Hirschhorn (Neckar) – Burg Hirschhorn

Baden-Württemberg
- Eberbach – Burg Eberbach, Burg Stolzeneck
- Mosbach-Neckarelz – Tempelhaus
- Mosbach – Altstadt
- Neckarzimmern – Burg Hornberg
- Gundelsheim – Schloss Horneck
- Haßmersheim-Neckarmühlbach – Burg Guttenberg
- Neckarbischofsheim – Altes Schloss und Neues Schloss
- Sinsheim-Weiler – Burg Steinsberg
- Bad Wimpfen – Staufische Kaiserpfalz
- Heilbronn
- Weinsberg – Burgruine Weibertreu
- Waldenburg – Schloss Waldenburg
- Öhringen – Schloss Öhringen
- Schwäbisch Hall – Großcomburg
- Kirchberg an der Jagst – Schloss Kirchberg

Bayern
- Rothenburg ob der Tauber
- Burg Colmberg
- Ansbach – Markgräfliche Residenz, Orangerie und Hofgarten
- Veste Lichtenau
- Wolframs-Eschenbach – Deutschordenschloss
- Abenberg – Burg Abenberg
- Roth – Schloss Ratibor
- Stein (Mittelfranken) – Faberschloss
- Cadolzburg – Burg Cadolzburg
- Langenzenn – Augustiner-Kloster
- Nürnberg – Kaiserburg
- Lauf an der Pegnitz – Kaiserburg Wenzelschloss
- Fränkische Schweiz – Kaiserpfalz in Forchheim, Ebermannstadt, Ruine Neideck in Wiesenttal, Burg Egloffstein, Burg Gößweinstein, Burg Pottenstein, Burg Waischenfeld, Schloss Unteraufseß, Schloss Oberaufseß, Schloss Greifenstein, Schloss Seehof (bei Memmelsdorf)
- Ahorntal – Burg Rabenstein
- Bamberg – Altenburg, Neue Residenz Bamberg
- Rentweinsdorf – Schloss Rentweinsdorf
- Ebern – Schloss Eyrichshof, Ruine Rotenhan
- Pfarrweisach – Burg Lichtenstein
- Maroldsweisach – Burg Altenstein
- Seßlach – historische Altstadt

Thüringen
- Bad Colberg-Heldburg – Veste Heldburg

Bayern
- Coburg – Schloss Ehrenburg, Veste Coburg, Schloss Callenberg
- Kronach – Festung Rosenberg
- Kulmbach – Plassenburg
- Bayreuth – Neues Schloss Bayreuth, Altes Schloss Bayreuth, Eremitage

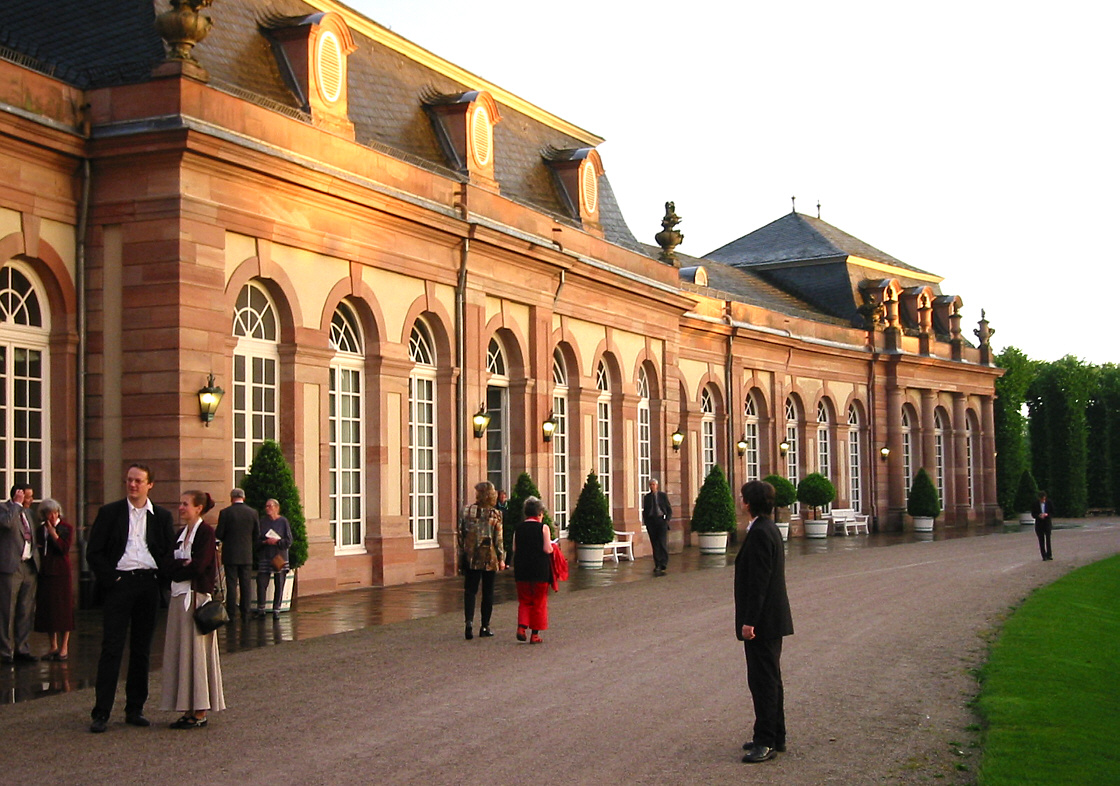
Schwetzingen
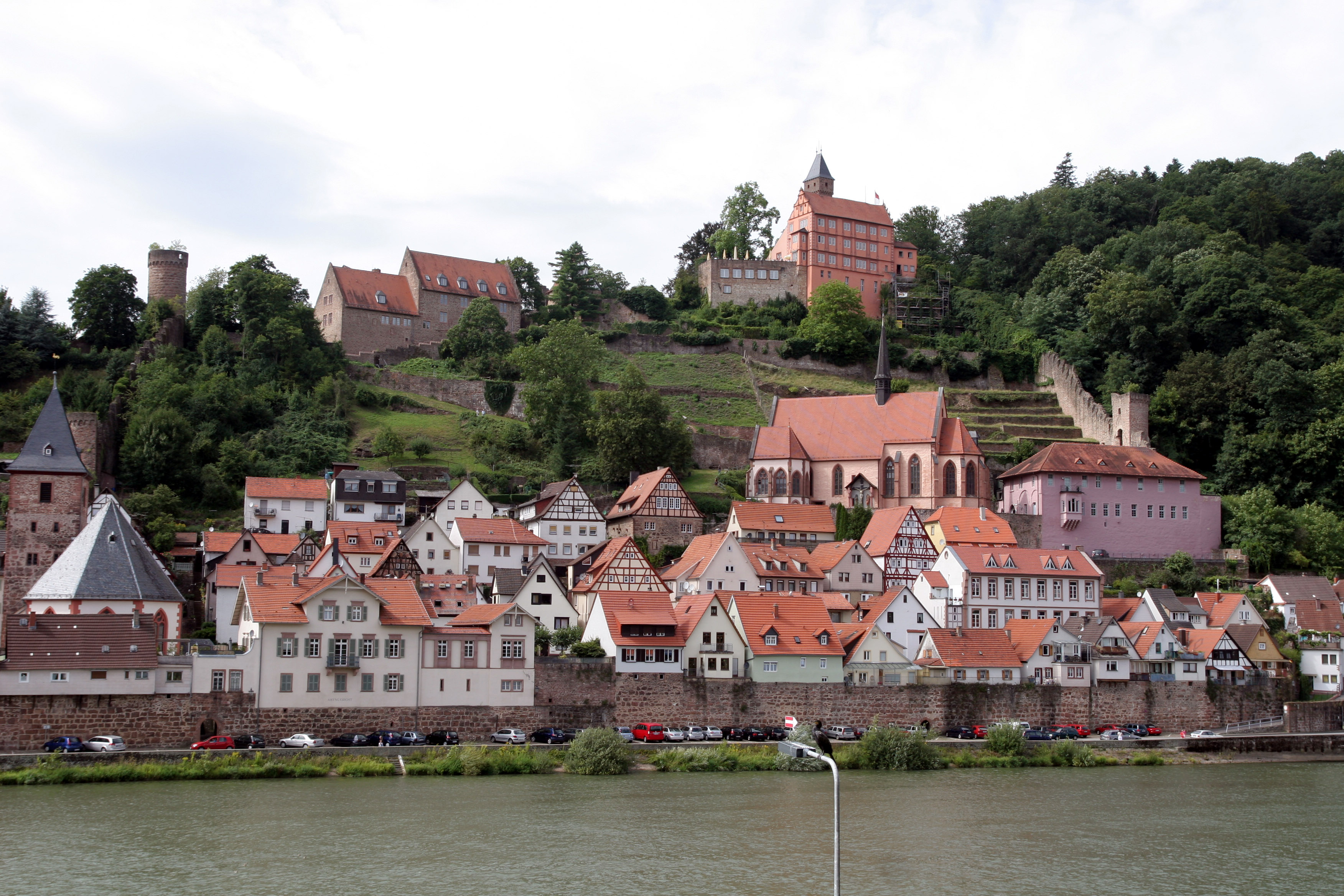
Hirschhorn
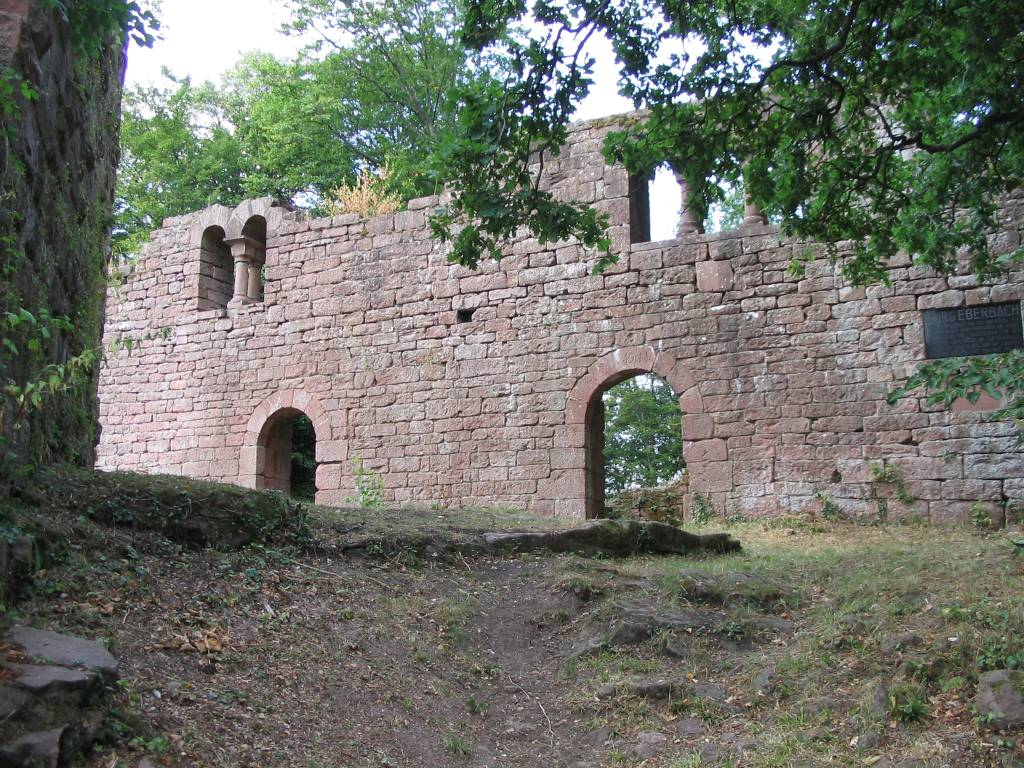
Eberbach
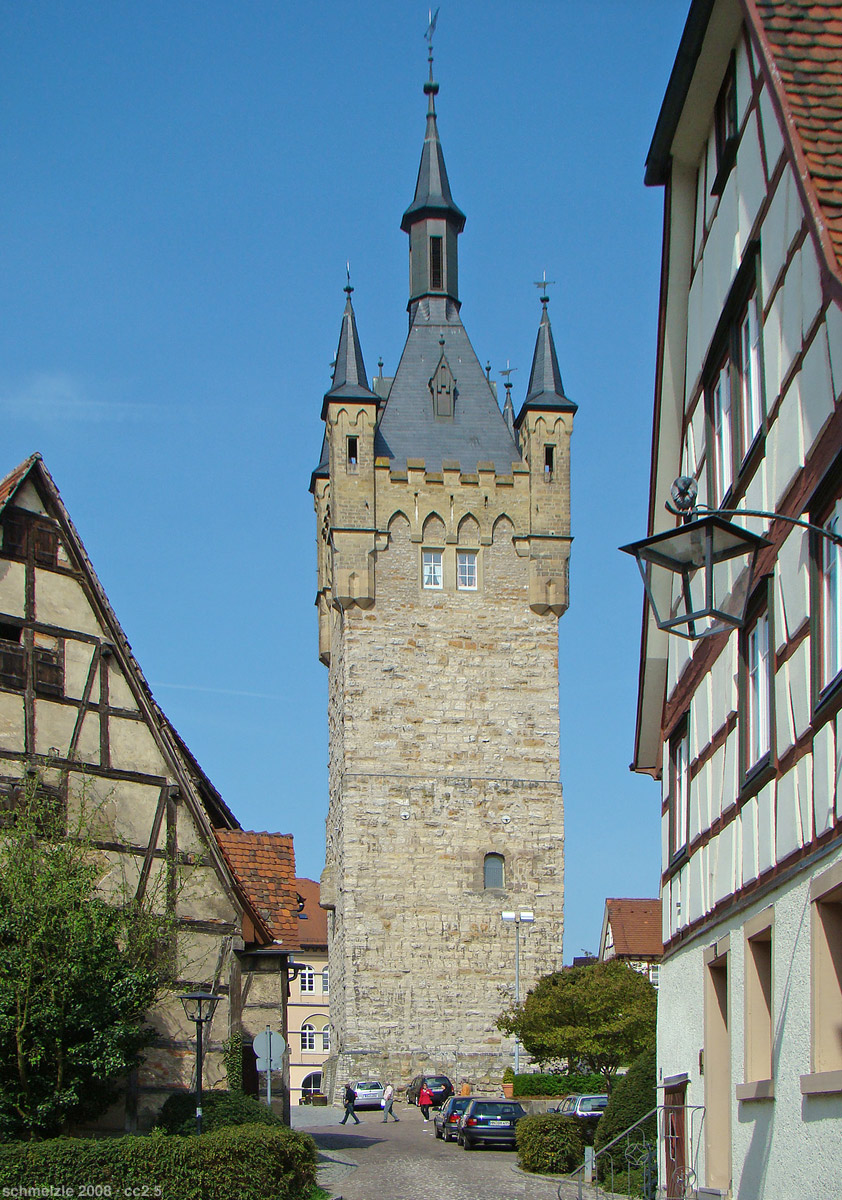
Kaiserpfalz Bad Wimpfen
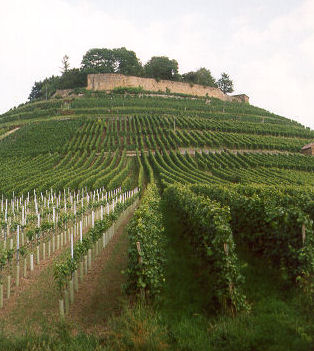
Burgruine Weibertreu
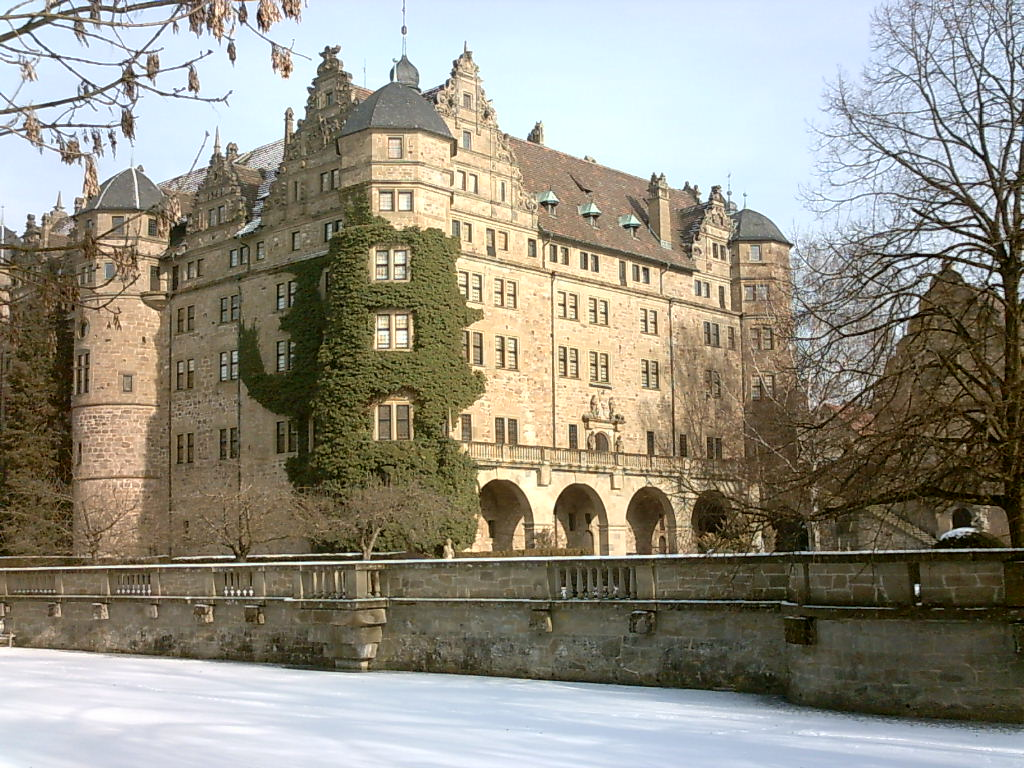
Neuenstein
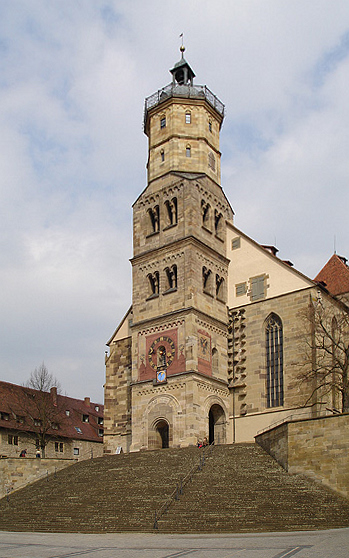
Schwäbisch Hall
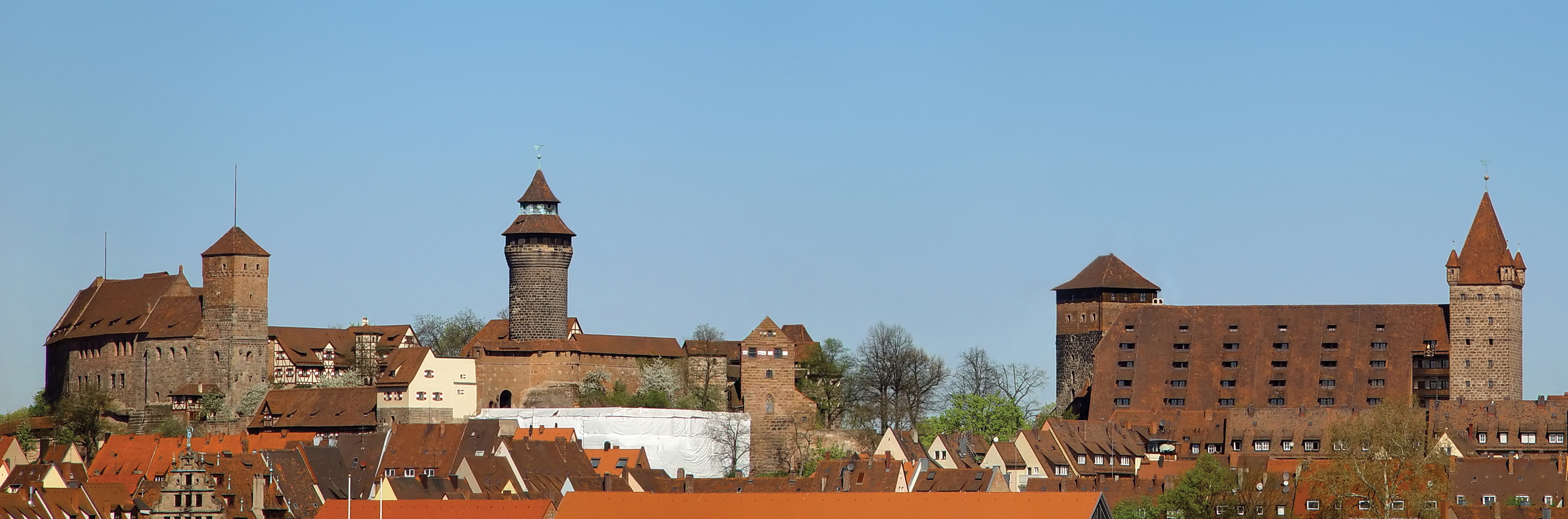
Kaiserburg Nürnberg
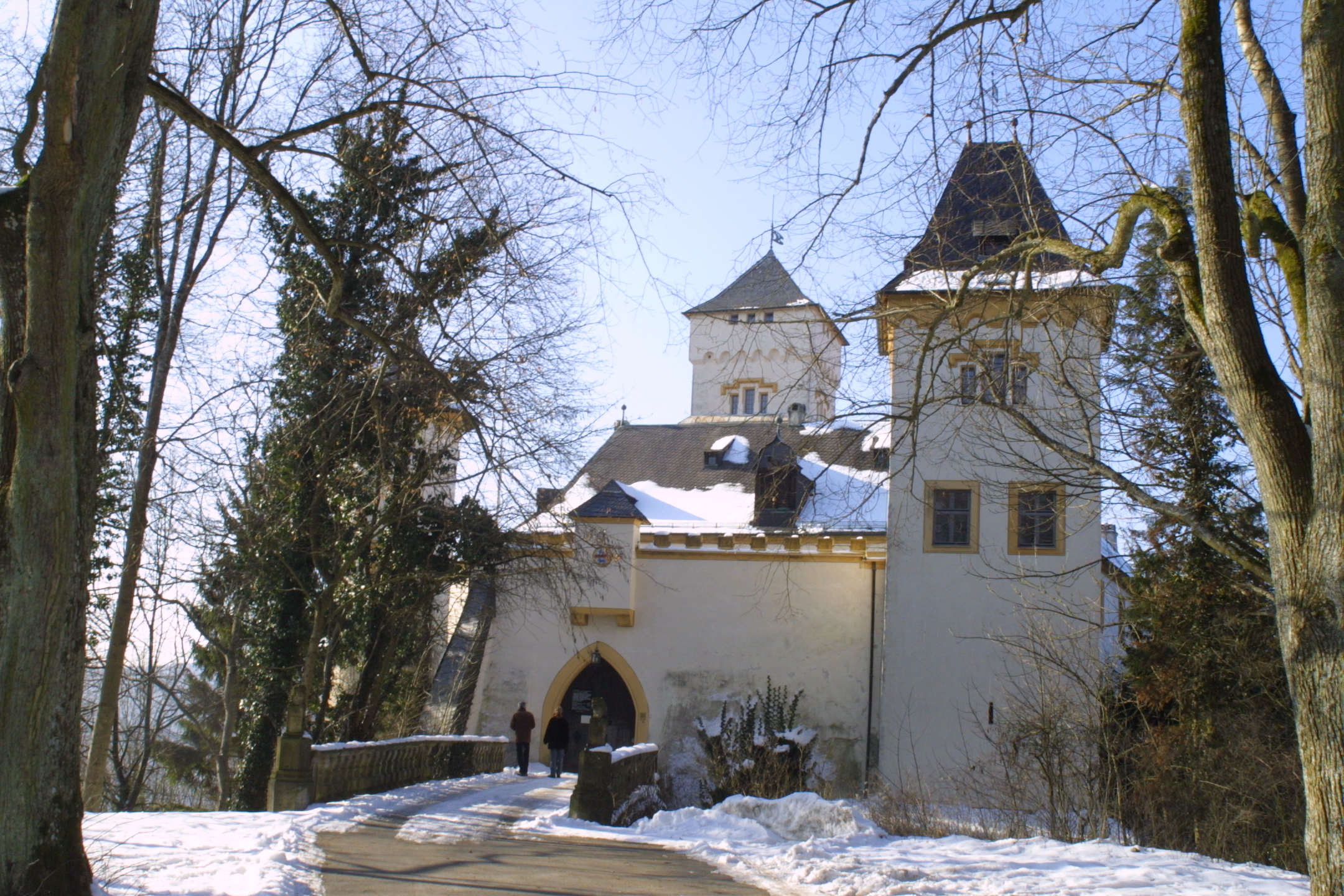
Greifenstein
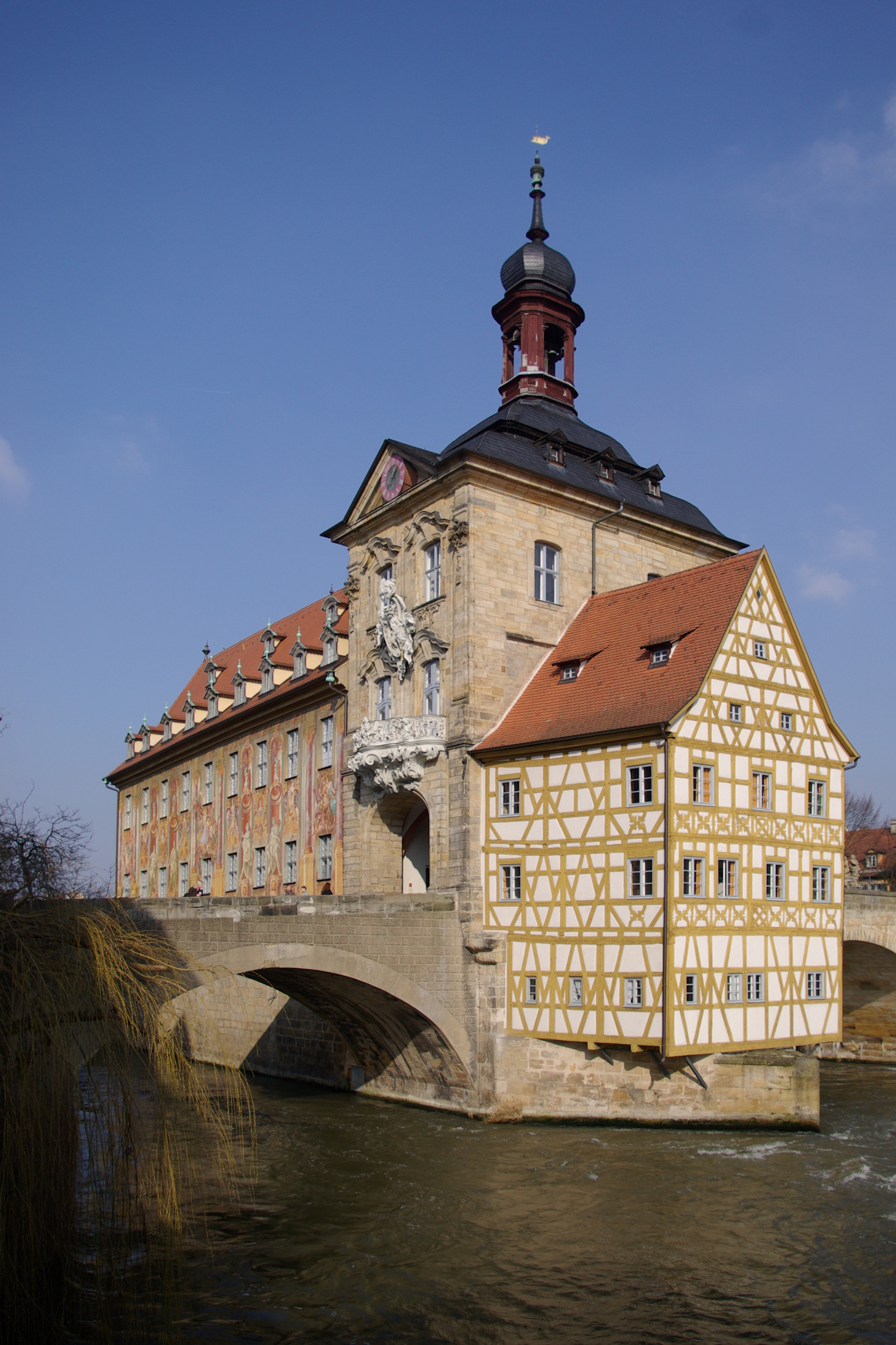
Bamberg
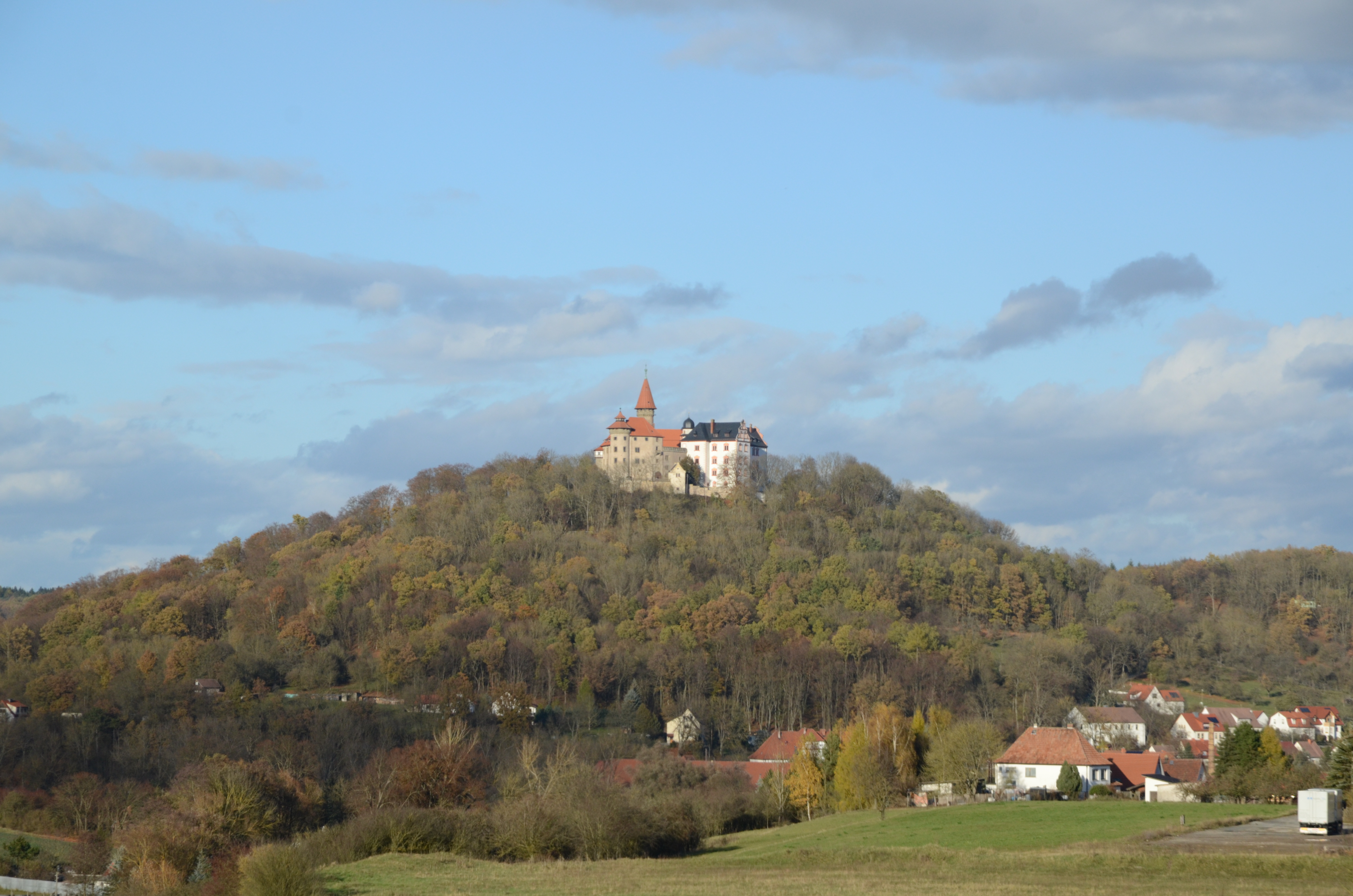
Veste Heldburg
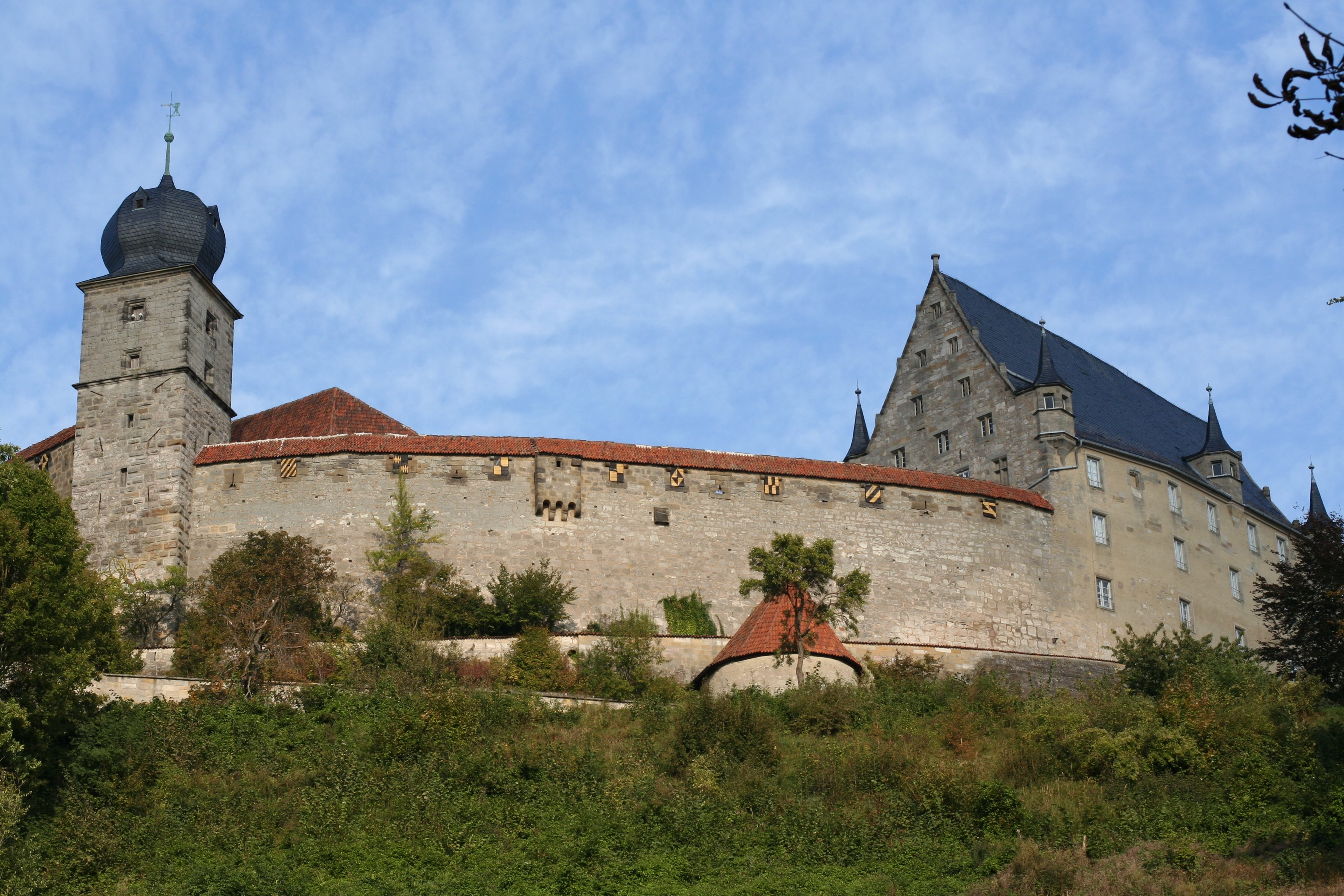
Veste Coburg
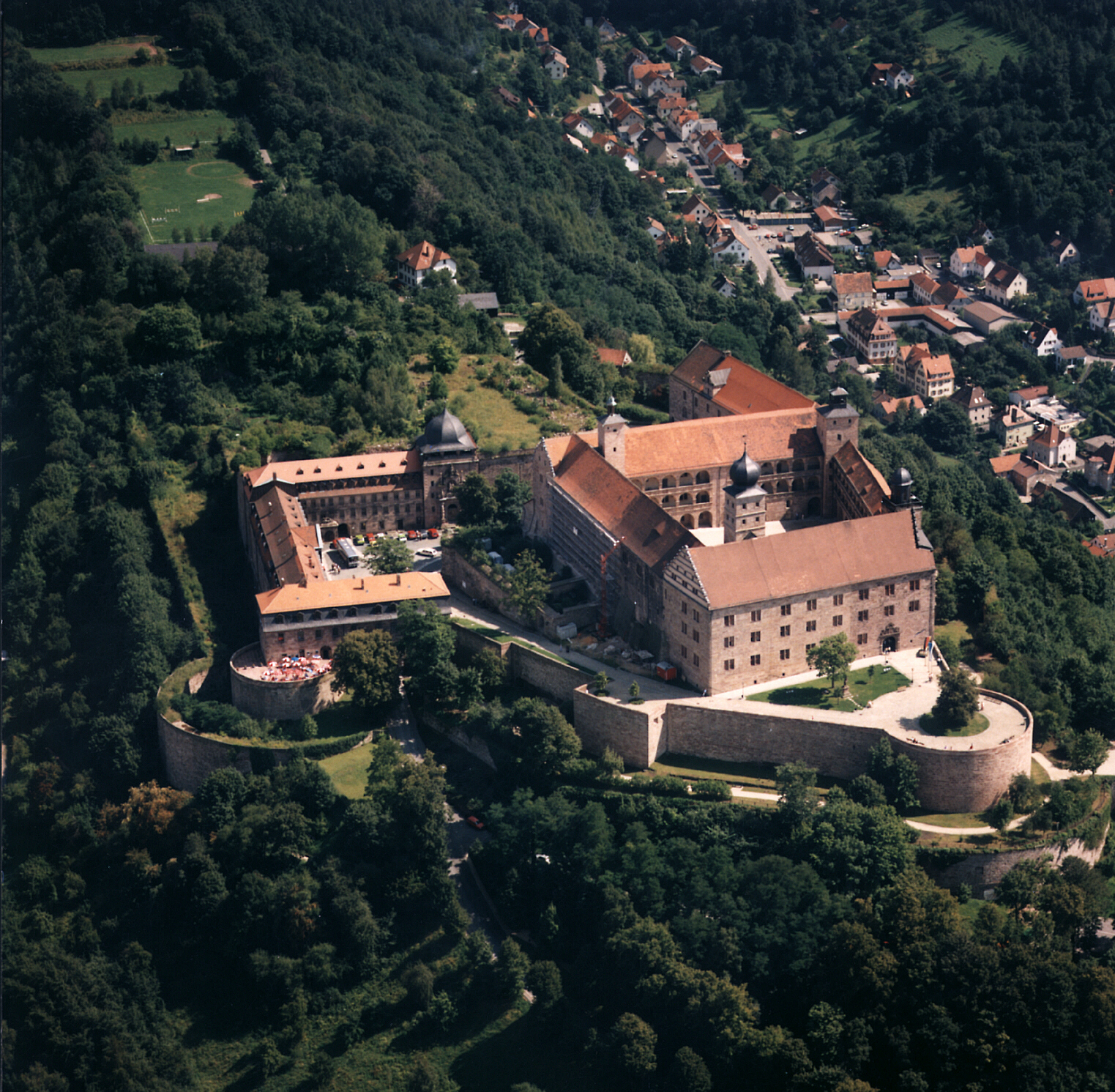
Plassenburg

## Fernsehsendungen
- Christian Weber (the TIMETOUR): Der Nürnberger Christian Weber dokumentiert auf seinem YouTube-Kanal "the TIMETOUR" über alle Stationen der Burgenstraße in umgekehrter Reihenfolge. Der Start war in Bayreuth, es folgten Kulmbach, Kronach, Coburg, Bamberg, die Haßberge[2], Nürnberg, Fränkische Schweiz[3], Langenzenn, Cadolzburg, Roth, Abenberg, Ansbach, Rothenburg ob der Tauber, Öhringen, Schwäbisch Hall, Bad Wimpfen, Sinsheim, Neckarbischofsheim, Mosbach & Eberbach, Heidelberg, Schwetzingen und die Endstation war Mannheim.[4] in seinen ausführlichen Filmen werden Städte, Schlösser, Burgen, Ruinen und interessante Orte der Geschichte besucht.
- Franziska Boeing: Die Burgenstraße, Reihe: Deutschlands Traumstraßen (1/5) ZDF/3sat ECO-Media 2014